# 사카모토 마사키
사카모토 마사키(일본어: 阪本 将基, 1996년 6월 24일 ~ )는 일본의 축구 선수이다. 현재 일본 풋볼 리그의 FC 마루야스 오카자키에서 뛰고 있다.

## 구단 경력
그는 2015년부터 2019년까지 J리그의 세레소 오사카, 가고시마 유나이티드 FC에서 활동하였다.